# Rison
Rison é uma cidade localizada no estado americano de Arkansas, no Condado de Cleveland.

## Demografia
Segundo o censo americano de 2000, a sua população era de 1271 habitantes.
Em 2006, foi estimada uma população de 1319, um aumento de 48 (3.8%).

## Geografia
De acordo com o United States Census Bureau, a localidade tem uma área de 6,9 km², sem área coberta por água. Rison localiza-se a aproximadamente 82 m acima do nível do mar.

## Localidades na vizinhança
O diagrama seguinte representa as localidades num raio de 40 km ao redor de Rison.